# Hystrix crassispinis
Їжатець товстоголковий (Hystrix crassispinis) — вид гризунів із родини Їжатцеві роду їжатець (Hystrix).

## Поширення та поведінка
Мешкає на більшій частині острова Борнео. Знайдений у широкому діапазоні місць проживання: від природних лісів до сільськогосподарських угідь, від рівня моря до висот 1200 метрів. У районах, де є зазіхання людей, вони адаптуються до міського життя. Веде нічний наземний спосіб життя. Живиться фруктами, що впали та іншим рослинним харчами.

## Загрози та охорона
Здається, немає серйозних загроз даного виду. На нього полюють задля їжі в частинах ареалу, хоча це, можливо, не впливає на чисельність населення.